# 古巽他族信仰
 古巽他族信仰 ，是傳統巽他族的宗教信仰。這種信仰崇敬自然力量和祖先神靈（泛靈論與物力論的混合）。

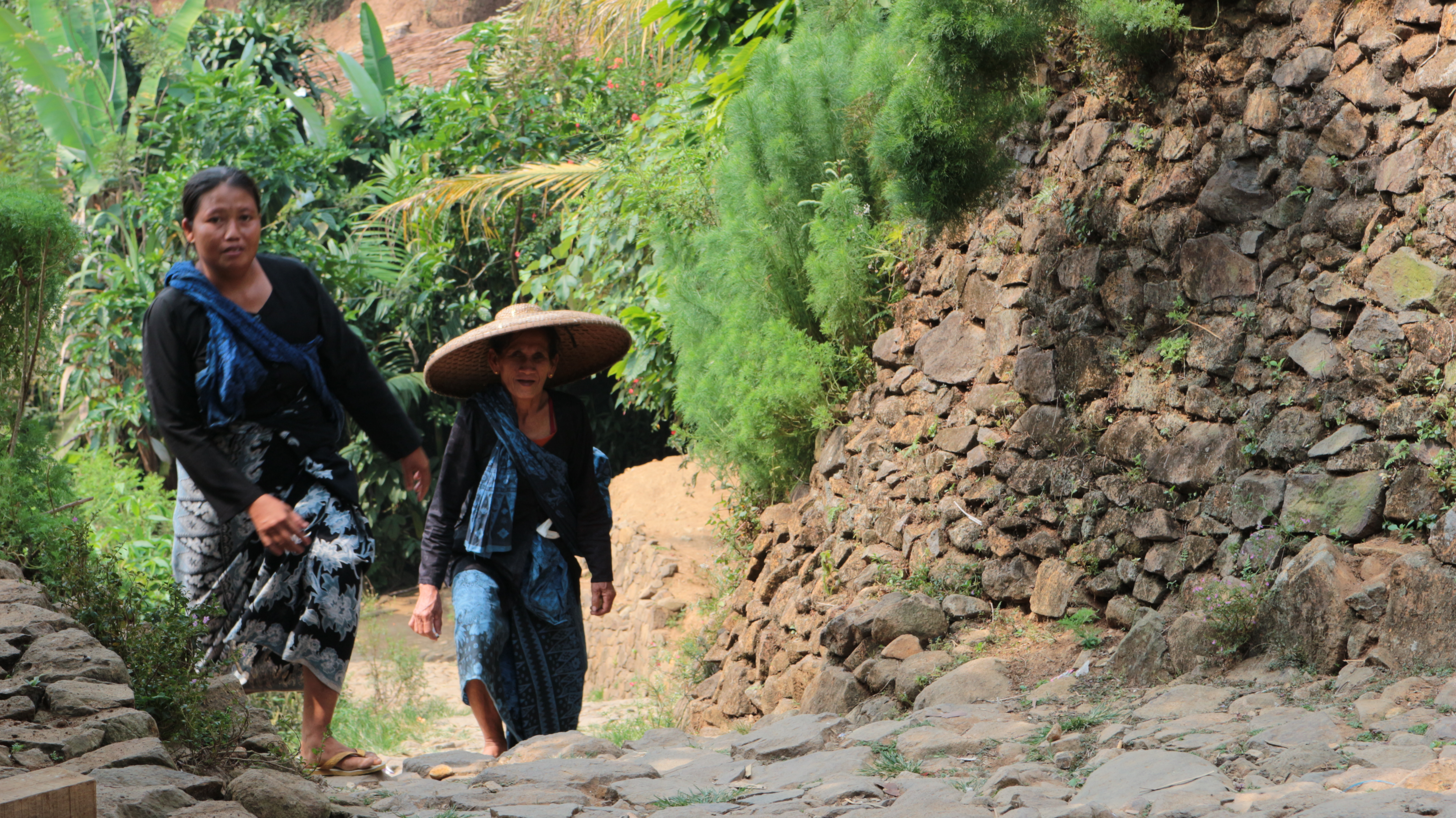
巴丹省的Panamping(外巴堆族（Outer Baduy）) 女性（參見巴堆族#Sub-groups）。

這種信仰的追隨者目前主要分佈在爪哇島西部的一些村莊，例如萬丹省勒巴克縣巴堆族聚居地、西爪哇省靠近哈利蒙薩拉克山國家公園祁索洛克（Cisolok）和蘇加武眉祁它格拉村莊定居地、西爪哇省打橫縣巴堆族定居地以及西爪哇省庫寧根縣。但是這種信仰不只存在於農村之中，在城市裡也有追隨者，甚至城市裡的追隨者也會建立現代信仰團體，與早期這類組織只存在於農村的情況不同。在公元16世紀以巽他文字撰寫的文本《成聖指南》（Sanghyang Siksa Kandang Karesian）內容中，這種信仰被稱為Jatisunda。這種信仰的隨隨者說在印度教和伊斯蘭教傳入爪哇島之前，Sunda Wiwitan信仰即已存在當地人的生活之中。根據最新考古研究，這種信仰的遺跡在公元前2500年即已存在。
Sunda Wiwitan信仰中的經書（但非聖經） - “成聖指南”是作宗教和教授道德的指導、規則和課程之用。印尼國家圖書館的藏書中，此文本的編號為Kropak 630。據萬丹省Cikeusik村的一位kokolot（長老）說，巽他族中的巴堆族不信奉印度教或是佛教。他們遵循泛靈論信仰，尊崇祖先神靈。然而Sunda Wiwitan信仰在時間推移之中， 受到印度教的影響，並在某種程度上把伊斯蘭教元素也加入。

## 本體論與信仰系統
Sunda Wiwitan信仰最高的神靈是Sang Hyang Kersa（即香，“至為強大者”）或稱為Nu Ngersakeun（“擁有意志者”）。這個至高無上的存在也有另外幾個名稱或是神聖頭銜，例如Batara Tunggal（“至尊”）、Batara Jagat（“宇宙統治者”）和Batara Seda Niskala（“看不見的”）。 Sang Hyang Kersa居住在最高和最神聖的境界，叫做“頂尖領域”。印度教中諸神（如梵天、毘濕奴、濕婆、因陀羅、閻摩等等）被認為都是Sang Hyang Kersa的下屬。
根據Sunda Wiwitan信仰的本體論，宇宙由三個領域組成：
1. Buana Nyungcung（“頂尖領域”）：最高境界；至高無上的香（Sang Hyang Kersa）的居所。
2. Buana Panca Tengah（“中間世界”）：地球，屬於人類和動物的領域，有5個基本方向：東、西、北、南和中心/天頂。
3. Buana Larang（“禁界”）：地獄，屬於邪靈和低賤鬼魂的境界，最低下的所在。

在Buana Nyungcung（最高境界）和Buana Panca Tengah（中間世界）之間，有18層境界，從上到下依聖潔的程度排列。這些區段中的最高，如天堂般的層級稱為Bumi Suci Alam Padang，而根據聖書Kropak 630，則稱為Alam Kahyangan，或是稱為Mandala Hyang。而第二高的境界是稻米女神戴維·絲莉和地母神（巽他族） 的居所。
Sang Hyang Kersa在Sasaka Pusaka Buana（地球上的聖地）創造7位batara（神祇）。這些batara中最古老的一個稱為Batara Cikal，被認為是巴堆族人的祖先。其他6位batara統治著巽他族地區中不同地點。

## 價值體系
Sunda Wiwitan信仰的價值體系包含兩種 - 成文和不成文（內化）的規範。成文規範包括引導信徒生活的規則和禁忌，而不成文規範是個人內在對信仰的了解。
Sunda Wiwitan信仰的基本和原則概念基於兩件事：人類特徵（Cara Ciri Manusia）和民族特色（Cara Ciri Bangsa.）。Sunda Wiwitan信仰的長老們提到這兩個原則，但在Sunda Wiwitan信仰的經書中並未明確提及。
人類特徵包括人類生活的基本要素，有5項：
- Welas asih（同理心）：愛與熱情
- Undak usuk（按步就班）：社會和家庭秩序
- Tata krama（禮儀）：秩序和行為準則，例如禮貌和謙遜
- Budi bahasa dan budaya（文化和語言）
- Wiwaha yudha naradha：“yudha”義為戰爭或戰鬥。此一要素是指基本特徵始終要對外來或未知的影響保持警惕或懷疑的態度。反映出當地固有的保守主義和抗拒對傳統鄉村生活予以改變。這表示必須把與傳統不相容的影響摒棄。[11][7]

而民族特色方面則指出人們在基本特徵上具有共性或相似性，但在個人或社區與另外的個人和社區之間則存在多樣性。這些元素是人類有多樣性的根源：
- Rupa：外觀
- Adat：習俗和規則
- Bahasa：語言
- Aksara：文字
- Budaya：文化[12]

Sunda Wiwitan信仰的哲學和價值體系強調人類生活的內在或精神因素，表明人類在生活中需要精神上的指導和智慧。
最初的Sunda Wiwitan信仰並未包含許多禁忌或限制。行為的核心規則僅包含兩個要點：
- “不做不合別人喜好的事”（別人不喜歡的事），不傷害別人
- “不做傷害自己的事”

然而為紀念聖地（如卡布尤坦、Sasaka Pusaka Buana（地球上神聖之地（Sacred Place on Earth）） 或Sasaka Domas（森林禁地內的聖地））並遵循某些水稻種植傳統，Sunda Wiwitan信仰詳細闡述各項限制和禁忌。最多的禁忌（巴堆族人稱之為Buyut）適用於住在地球上神聖之地（Sasaka Pusaka Buana）內，被稱為Baduy Dalam（內巴堆族（Inner Baduy ））的人（參見巴堆族#Sub-groups）。

## 傳統與儀式

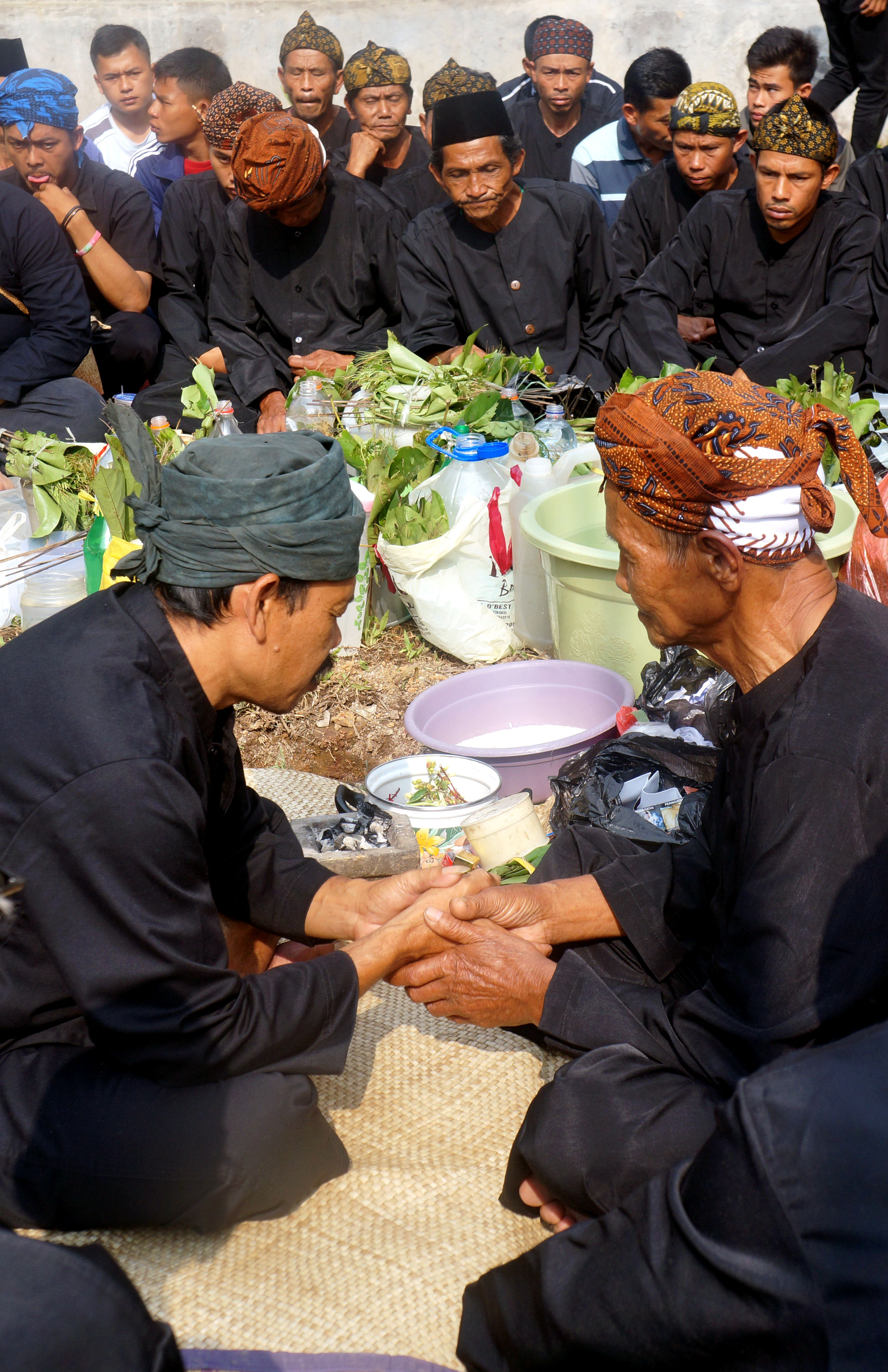
在茂物縣馬拉薩利（Malasari）村舉行的協龍·淌慶祝聚會。

在Sunda Wiwitan信仰傳統中，祈禱和儀式是透過歌曲、巽他吟唱和舞蹈來進行。在當地人的水稻收穫儀式和稱為協龍·淌的豐收季|豐年祭]]慶典中均可看到這類表演。這些傳統儀式仍然每年會在爪哇西部的一些村莊，例如萬丹省勒巴克縣（巴堆族聚居地；西爪哇省靠近哈利蒙薩拉克山國家公園 祁索洛克（Cisolok）和蘇加武眉祁它格拉村莊定居地；和位於西爪哇省打橫縣巴堆族定居地，和西爪哇省庫寧根縣舉行。
現代的巽他族人可能已皈依基督教或是其他信仰、但Sunda Wiwitan信仰的影響和價值體系、傳統習俗、信仰和文化的某些元素仍然留存到今日，仍對當地人的社會價值觀和文化風俗留下影響。

## 進一步閱讀
- Prawiro, Abdurrahman Misno Bambang. . Al-Albab: Borneo Journal of Religious Studies. 2013, 2 (1): 111–24.
- Saringendyanti, Etty; Herlina, Nina; Zakaria, Mumuh Muhsin. . Tawarikh: Journal of Historical Studies (Bandung). 2018, 10 (1): 1–14  [2022-07-13]. ISSN 2085-0980. （原始内容存档于2021-11-06）.
- Wessing, Robert; Barendregt, Bart. . Moussons. 2005, 8  [2022-07-13]. （原始内容存档于2016-05-14）.